# Кучај
Кучајске планине, Јужни Кучај, или само Кучај, су планине које се налазе у источној Србији између река Ресаве, Злотске реке и Црног Тимока. Долина реке Ресаве одваја ове планине од планине Бељанице на северу, а јужна граница Кучаја су Грза, Честобродица, односно долина Црне реке (пут Параћин-Криви Вир). Источна граница је Злотска река, док се на западу подгорина планина спушта у моравску раван. Припадају групи Карпатско-балканских планина, са правцем пружања североисток-југозапад, на дужини од 40 km.
Под термином „Кучајске планине” подразумева се неколико планинских венаца, врхова и висоравни, односно заталасана планинска површ засечена речним долинама. Ова велика површ је шумовита и богата бројним природним знаменитостима, посебно крашким облицима рељефа. Просечна висина површи је 1 000 m, уз поједине ниже депресије, а средином простора уздиже се венац Јавориште, који дели предео на два дела. На овом венцу су неки већи врхови: Оштри камен (1 213 m), а јужно од њега су нешто нижи Јаворити врх, врх Трива Палчин и Копривно брдо. У наставку Јаворишта, на северу је купа Тресте са врхом Велика Треста (1 284 m), највишим врхом планине. Северније, недалеко од Тресте, издиже се врх Стража (1 223 m), познати видиковац на споју са планином Бељаницом. Југоисточно од овог простора је масив Малиника, са врхом Велики Малиник, који се може сматрати и посебном планином, али и делом овог предела и планине.
Назив планина потиче од мноштва куча, односно вукова, а њихов стари назив је Голубињачке или Хајдучке планине.
Планина је претежно изграђена од шкриљаца и кречњака. На Кучају се налази пространа Брезовичка површ са бројним крашким увалама (Игриште, Торовиште, Велика и Мала Брезовица). Поред увала срећу се и јаме (Гаура Фрнђефунд) и неке од најпознатијих пећина у Србији (Боговинска, Злотска, Ресавска и Раваничка).

## Највиши врхови
Најзначајнији врхови висине преко 1.100 метара приказани су у табели.
| Назив             | Висина | Општина/град        |
| Велика Треста     | 1.284  | Бор                 |
| Стража            | 1.256  | Жагубица            |
| Стража            | 1.223  | Жагубица            |
| Оштри камен       | 1.213  | Бор                 |
| Велики пожар      | 1.198  | Бор                 |
| Тилва Палчин      | 1.194  | Бољевац, Деспотовац |
| Кисели врх        | 1.192  | Бор                 |
| Мала Треста       | 1.192  | Деспотовац          |
| Оманиш            | 1.190  | Деспотовац          |
| Велики Крш        | 1.188  | Бор, Жагубица       |
| Велика Бота       | 1.184  | Деспотовац          |
| Тилва Палчин      | 1.184  | Бољевац, Деспотовац |
| Купалчина         | 1.183  | Бор                 |
| Велики Малиник    | 1.158  | Бољевац             |
| Стража            | 1.147  | Жагубица            |
| Јаворити врх      | 1.138  | Деспотовац          |
| Тилва Кулмја Криш | 1.118  | Бор                 |
| Тилва Шушуљајка   | 1.118  | Бор                 |
| Велики Лисац      | 1.111  | Жагубица            |

## Биљни и животињски свет
Јужни Кучај обилује биљним и животињским светом.

### Биљке
Планина је богата ливадама и пашњацима.
Ливаде обилују лековитим биљем: кантарион, хајдучка трава, мајчина душица, камилица, матичњак, коприва, вранилова трава и сремуш.
Од дрвећа најзаступљенији су храст, граб, цер, јасен, јавор и буква. Букове шуме на Јужном Кучају представљају највећи комплекс ове врсте у Европи.
Планина обилује печуркама, међу којима многе спадају у јестиве гљиве. У шумама и ливадама Јужног Кучаја могу се наћи вргањи, лисичарке, млечница, рудњача, шампињон, буковача, јајчара, као и пухаре.
Од шумског воћа највише је шумских јагода, купина, дрена, боровнице, лешника, дивљих јабука и крушака као и дивљих трешње.
Током јесени може се наћи црвени и црни глог, шипак и трњина.

### Животиње
Од животињског света на Јужном Кучају живи најбројнија популација вукова у Европи. Ту су још и лисица, зец, дивља свиња, срна, јелен, јазавац, веверица, рис и дивокоза.
Било је покушаја враћања медведа којима је ова планина била природно станиште све до 60-их година прошлог века.
На планини живе и све врсте змија које се могу наћи у Србији.
Од отровница ту су поскок, шарка, шарган као и све врсте водених змија.
Водене змије живе у рекама и потоцима којима планина обилује.

## Реке
Реке Јужног Кучаја су: Ресава, Ресавица, Чемерница, Некудово, Речка, река Бусовата, Грза, Црница, Брезовица, Радованска река, Раваница, Честобродица, Микуљска река и Злотска река.
Велики број река су понорнице или чак вишеструке понорнице, што је још једна карактеристика Јужног Кучаја која није тако честа у Европи.

## Рударство
Јужни Кучај сматра се центром рударења у Србији. Рудници Ресавица налазе на територији која је била и остала богата шумом.
На обронцима планине налазе се рудници Рембас, Јасеновац, Боговина док су у непосредној близини Соко, Алексинац, Лубница и Вршка чука.

## Природне лепоте и културно-историјски споменици
На територији Јужног Кучаја налази се предео нарочитих природних лепота: Горња Ресава, Лазарев кањон и општи резерват природе у коме се налази Винатовача. Као строги резервати природе заштићене су клисуре реке Ресаве и клисура реке Суваје.
Природни споменици су Ивков понор, Радошева пећина, Велика Атула, Бушан камен, Јама Вртачеље, Ресавска пећина, Лазарева пећина, пећина Верњикица, Хидрокомплекс Лисине.
- Лазарев кањон
- Ресавска пећина
- Лазарева пећина
- Водопад Лисине
- Водопад Прскало
- Залеђени водопад Прскало
- Река Црница

Неки од још увек недовољно промовисаних објеката на овој планини су природних објеката: крашко поље Дивљаковац, водопади Прскало и Бигар, понори реке Клочанице, реке Некудово и извор и понор Радованске реке.
Од меморијалних споменика природе на територији ове планине се налази Мијајлова јама и заштићено непокретно културног добра, простор око Манастира Манасије, Раванице и манастира у сливу реке Црнице познатији као „Света гора Црничка”.
- Манастир Манасија
- Манастир Раваница
- Манастир Сисојевац
- Манастир Намасија
- Остаци тврђаве Петрус
- Манастир Крепичевац